# Карепанов
Карепа́нов — посёлок в Озинском районе Саратовской области. Входит в состав сельского поселения Ленинское муниципальное образование.

## География
Находится  на расстоянии примерно 13 километров на северо-запад от районного центра  Озинки, с которым его связываетавтомобильная дорога федерального значения А-298, проходящая в трёх километрах южнее посёлка. 

## История
Основан во второй половине XIX века офицером Корепановым, которому за боевые заслуги во время Крымской компании были пожалованы местные земли.
П. И. Карепанову в конце ХIX — начале XX века принадлежало 1800 десятин (1962 га) земли в окрестностях хутора.

## Население
Население составляло 116 человек в 2002 году (курды 34%, казахи 30%), 86 в 2010.